# Alfabet gali
L'alfabet gali (conegut també com a alfabet ali gali o ali-gali; en mongol (ciríl·lic): Али-гали үсэг Ali-gali üseg, tradicional: ᠠᠯᠢ ᢉᠠᠯᠢ ᠦᠰᠦᠭ Ali Gali ȯla sevȧg; sànscrit: आलि कालि āli kāli) és una extensió de l'alfabet mongol clàssic inventada al 1587 pel traductor Ayuush Güüsh (en mongol: Аюуш Гүүш), que es va inspirar en el tercer dalai-lama, Sonam Gyatso.
S'hi han afegit uns caràcters per transcriure termes relacionats amb el budisme provinents dels idiomes tibetà i sànscrit, i posteriorment també del xinés. Alguns d'aquests caràcters es continuen emprant hui per a transcriure noms estrangers.
Alguns autors, com per exemple Isaac Taylor en el seu llibre The Alphabet: an account of the origin and development of letters (1883), no diferencien l'alfabet gali del clàssic.

## Característiques
És un alfabet escrit de dalt a baix, en columnes verticals d'esquerra a dreta. La majoria de les lletres té formes diferents depenent de la seua posició dins la paraula (inicial, central o final); les vocals tenen també amb una quarta forma, separada, quan no estan unides a altres lletres. Algunes grafies tenen també altres formes depenent que l'altra lletra vaja al davant o al seu darrere.